# Louis Mandylor
Louis Mandylor, nome d'arte di Elias Theodosopoulos (in greco Ηλίας Θεοδοσόπουλος?; Melbourne, 13 settembre 1966), è un attore australiano di origini greche.

## Biografia
Figlio degli immigrati greci Louise Mandylaris e Yannis Theodosopoulos, tassisti, ha un fratello maggiore anch'esso attore, Costas. Nel 1988 giocò per l'Heidelberg United Football Club, disputando cinque campionati, e vincendone uno nel 1989. In seguito seguì le orme fraterne e partecipò a numerosi film e serie televisive americane e australiane.
All'inizio degli anni '90 partecipò ai provini per l'allora nascente serie televisiva Friends; dopo aver superato una vasta selezione, arrivò a contendersi il ruolo di Joey Tribbiani con Matt LeBlanc, che tuttavia alla fine ottenne il ruolo al posto di Mandylor, che comunque apparirà nella serie anni dopo interpretando Carl, un uomo molto somigliante a Tribbiani pagato dallo stesso per fingere di essere il suo fratello gemello.

## Filmografia parziale

### Cinema
- La prova (The Quest), regia di Jean-Claude Van Damme (1996)
- Il mio grosso grasso matrimonio greco (My Big Fat Greek Wedding), regia di Joel Zwick (2002)
- Obiettivo sopravvivere (Betrayal), regia di Mark L. Lester (2003)
- Wrong Turn at Tahoe - Ingranaggio mortale (Wrong Turn at Tahoe), regia di Franck Khalfoun (2009)
- L'infermiera assassina (The Nurse), regia di Sam Irvin (2014)
- Il mio grosso grasso matrimonio greco 2 (My Big Fat Greek Wedding 2), regia di Kirk Jones  (2016)
- Missione vendetta (Avengement), regia di Jesse V. Johnson (2019)
- Rambo: Last Blood, regia di Adrian Grunberg (2019)
- Il mio grosso grasso matrimonio greco 3 (My Big Fat Greek Wedding 3), regia di  Nia Vardalos (2023)

### Televisione
- Streghe (Charmed) - serie TV, episodio 4x17 (2002)
- Più forte ragazzi (Martial Law) - serie TV (1998-1999)
- Relic Hunter – serie TV, episodi 1x07-2x04-3x02 (1999-2001)
- CSI: Miami - serie TV (2004)
- CSI: NY - serie TV (2009)
- NCIS: Los Angeles - serie TV, episodio 2x05 (2011)
- Castle - serie TV, episodio 5x02 (2012)
- Notte di bugie (Impropriety) - Film TV, regia di Nadeem Soumah (2021)

## Doppiatori italiani
Nelle versioni in italiano delle opere in cui ha recitato, Louis Mandylor è stato doppiato da:
- Roberto Certomà in NCIS: Los Angeles, CSI: Miami (ep. 3x07)
- Riccardo Rossi in Il mio grosso grasso matrimonio greco 3
- Massimo Lodolo in Obiettivo sopravvivere
- Fabrizio Pucci in Notte di bugie
- Luca Ward in Relic Hunter
- Marco Mete in CSI: Miami (ep. 8x07)
- Riccardo Scarafoni in CSI: NY
- Pierluigi Astore in Castle
- Giovanni Petrucci in Hand of God
- Alessio Cigliano in Missione vendetta
- Angelo Maggi in The Offer